# Caselle Lurani
Caselle Lurani est une commune italienne située dans la province de Lodi, en région Lombardie.

## Géographie
Le village de Caselle Lurani se trouve à l'ouest de Lodi, à la frontière entre la province de Lodi et la province de Pavie.

## Histoire
Le village appartint d'abord à la famille Visconti qui le céda à la famille Trivulzio au XIVe siècle. Il échut ensuite à la Famille Lurani, en 1647.

## Culture
Trois monuments importants :
- Le château, qui  est appelé Palais Lurani, depuis le milieu du XVIIe siècle.

- L'église paroissiale, dédiée à sainte Catherine.

- L'église située dans le hameau de Calvenzano, dédiée à la Nativité de Notre-Dame.

## Économie
L'économie du village est principalement agricole. La majorité des employés vont travailler à Milan.

## Administration
| Période                                  | Période  | Identité       | Étiquette     | Qualité |
| ---------------------------------------- | -------- | -------------- | ------------- | ------- |
| 8 juin 2009                              | En cours | Sergio Rancati | Liste Civique |         |
| Les données manquantes sont à compléter. |          |                |               |         |

### Hameaux
Calvenzano, Cusanina.

### Communes limitrophes
Bascapè, Casaletto Lodigiano, Salerano sul Lambro, Castiraga Vidardo, Valera Fratta, Marudo